# Hans Bernhard (Geograph, 1888)
Hans Bernhard (* 13. September 1888 in Wülflingen; † 8. April 1942 in Mammern) war ein Schweizer Geograph, Agrarwissenschaftler und Politiker (BGB).

## Biografie
Von 1904 bis 1906 besuchte Hans Bernhard die kantonale landwirtschaftliche Schule Strickhof. Von 1906 bis 1909 studierte er Agrarwissenschaft an der ETH Zürich, dann Geografie, v. a. Wirtschafts- und Agrargeografie, an der Universität Zürich. Das Studium verband er mit zahlreichen Auslandsaufenthalten, v. a. am Internationalen Landwirtschaftsinstitut in Rom. Es folgten 1911 die Promotion und 1915 die Habilitation an der naturwissenschaftlichen Fakultät der Universität Zürich.
1918 war er Initiant und bis zu seinem Tod 1942 erster Direktor der Schweizerischen Vereinigung für Innenkolonisation und industrielle Landwirtschaft (SVIL).
Vom 19. Februar 1940 bis zu seinem Tod war er Mitglied des Ständerats. Anlässlich eines Besuches bei Ständerat Erich Ullmann in Mammern starb er im Alter von 53 Jahren plötzlich an einem Herzschlag.